# Eporeodon
Eporeodon es un género extinto de mamífero oreodonte perteneciente a la subfamilia Eporeodontinae que existió entre finales del Oligoceno y principios del Mioceno (hace 33,3 — 20,6 millones de años), existente durante unos 12,7 millones de años.

## Descripción

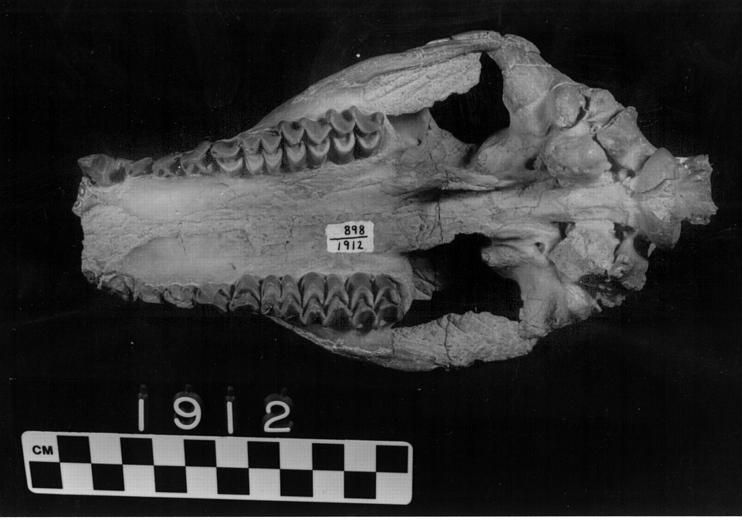
Cráneo de Eporeodon occidentalis.

Las especies del género se encontraban entre los miembros más grandes de la familia Merycoidodontidae. Tenían aproximadamente el tamaño de una vaca, siendo sus fósiles algunos de los más grandes encontrados en el parque nacional Badlands. Eran mucho más grandes que las especies de los géneros Merycoidodon y Miniochoerus, sus contemporáneos en el Oligoceno tardío. Sus cráneos eran mucho más cortos y rechonchos que los de Merycoidodon, pero eran más largos que los de Miniochoerus. Un solo espécimen fue examinado por M. Mendoza, el cual estimó que alcanzaría una masa corporal de 118,3 kg.
Por otro lado, Eporeodon era un género de oreodonte poco común, ya que sus fósiles representan sólo alrededor del uno por ciento de todos los fósiles de oreodonte encontrados en el parque Badlands.

## Taxonomía
El género Eporeodon fue nombrado por Marsh (1875). Fue asignado subjetivamente como sinónimo de Eucrotaphus por Cope (1884). Fue asignado a Merycoidodontidae por Marsh (1875), Scott (1890), Thorpe (1921), Thorpe (1937), Stevens y Stevens (1996) y Lander (1998). Es sinónimo de Hypselochoerus y Pseudodesmatochoerus.

### Especies
E. occidentalis (sinónimos: E. davisi, E. leptacanthus, E. longifrons, E. perbullatus y Eucrotaphus pacificus), E. pygmyus, E. major.